# Ceràmica de retícula brunyida

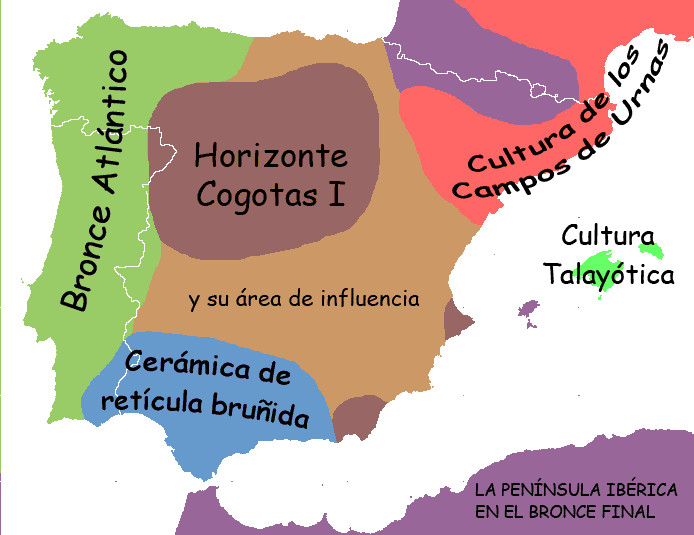
Distribució espacial de les cultures del bronze final a la península Ibèrica

La ceràmica de retícula brunyida és la denominació d'un tipus de ceràmica del primer període tartessi (bronze final al sud de la península Ibèrica), caracteritzada pels motius decoratius reticulars i la superfície lluent. És simultània a la “ceràmica de tipus Carambolo”, associada al tresor del Carambolo). Perllonga la seua cronologia fins al segle vii aC, ja en el període orientalitzant.
En tots dos tipus predominen els temes geomètrics, per la qual cosa s'ha proposat d'associar-los al període geomètric grec.